# خوان كوينتيرو مونيوث
خوان كوينتيرو مونيوث (بالإسبانية: Juan Quintero Muñoz)‏ هو ملحن وعازف بيانو إسباني، ولد في 1903، وتوفي في 1980.

## وصلات خارجية
- خوان كوينتيرو مونيوث على موقع IMDb (الإنجليزية)
- خوان كوينتيرو مونيوث على موقع ميوزك برينز (الإنجليزية)
- خوان كوينتيرو مونيوث على موقع ديسكوغز (الإنجليزية)
- خوان كوينتيرو مونيوث على موقع قاعدة بيانات الفيلم (الإنجليزية)